# برکه‌نورد غبغبکی
برکه‌نورد غبغبکی (نام علمی: Jacana jacana) نام یک گونه از سرده برکه‌نورد است.